# Metsantan Range
Metsantan Range är ett berg i Kanada.   Det ligger i provinsen British Columbia, i den centrala delen av landet, 3 700 km väster om huvudstaden Ottawa. Toppen på Metsantan Range är 1 874 meter över havet, eller 26 meter över den omgivande terrängen. Bredden vid basen är 0,65 km.
Terrängen runt Metsantan Range är huvudsakligen kuperad. Trakten runt Metsantan Range är nära nog obefolkad, med mindre än två invånare per kvadratkilometer.. Det finns inga samhällen i närheten.
Omgivningarna runt Metsantan Range är i huvudsak ett öppet busklandskap.